# Monticello (Georgia)
Monticello è una città degli Stati Uniti d'America, situata in Georgia, nella Contea di Jasper, della quale è il capoluogo.